# Ievgueni Maleïev
Ievgueni Aleksandrovitch Maleïev (en russe : Евгений Александрович Малеев), né en 1915 et décédé en 1966 était un paléontologue russe. Il a nommé les dinosaures Talarurus,  Tarbosaurus et  Therizinosaurus.